# Eurovision Young Musicians 1988
Der 4. Eurovision Young Musicians (EYM) fand am 31. Mai 1988 im Concertgebouw in Amsterdam statt. Ausrichter war NOS, die erstmals diesen Wettbewerb ausrichteten.
Sieger der Ausgabe 1988 wurde der österreichische Violinist Julian Rachlin. Es war das erste Mal, dass Österreich den Wettbewerb gewinnen konnte. Auf Platz 2 hingegen landete der norwegische Pianist Leif Ove Andsnes, während auf Platz 3 der italienische Violinist Domenico Nordio landete.

## Austragungsort
NOS wählte als Austragungsort das Concertgebouw in Amsterdam aus. Es war das erste Mal seit dem Eurovision Song Contest 1980, dass die Niederlande eine Eurovision-Veranstaltung ausrichtete.
Ebenfalls gab es erstmals Kommentatoren-Kabinen im Gebäude, so dass die Fernsehanstalten erstmals auch direkt Kommentatoren zum Wettbewerb schicken konnte.

## Format
Jedes Land schickt einen Musiker, welcher nicht älter als 19 Jahre ist, zum Wettbewerb. Dieser spielt dann ein Instrument und stellt mit diesem ein Stück vor. Unterstützt wird der Musiker vom Radio Filharmonisch Orkest. Da die Anzahl der Teilnehmer den Zeitrahmen für ein Finale sprengen würde, gab es zuvor zwei Halbfinals. So entschied eine professionelle Jury am Ende lediglich sechs Länder, die im Finale auftreten werden. Die Jury entscheidet daraufhin ebenfalls die ersten drei Plätze dort. Folgende Juroren saßen 1988 in der Jury:
- Roberto Benzi (Vorsitzender)
- Anette Faaborg (Moderatorin 1986)
- Elmar Weingarten
- Osmo Vänskä
- Pascal Rogé
- Herman Krebbers
- Marco Riaskoff
- Sören Hermansson
- William Pleeth

### Moderation
Als Moderator fungierte die niederländische Moderatorin Martine Bijl.

## Teilnehmer

Länder, die 1988 teilgenommen haben
Länder, die bereits im Halbfinale ausgeschieden sind
Länder, die in der Vergangenheit teilgenommen haben, jedoch nicht 1988

Insgesamt 16 Länder nahmen am Eurovision Young Musicians 1988 teil, damit ein Land mehr als noch 1986. Während Israel sich nach bereits einer Teilnahme wieder vom Wettbewerb zurückzog, gaben 1988 Spanien und Zypern ihr Debüt beim Wettbewerb.

## Halbfinale
Um den zeitlichen Rahmen des Finales nicht sprengen zu müssen, fanden vor dem Finale zwei Halbfinale statt. Diese fanden am 26. Mai 1988 und 27. Mai 1988 statt. Allerdings ist wenig über diese Halbfinals bekannt. Folgende Länder schieden dort bereits aus:
| Land                    | Interpret           | Instrument | Stück                                                                |
| ----------------------- | ------------------- | ---------- | -------------------------------------------------------------------- |
| Belgien                 | Eliane Reyes        | Klavier    | Piano Concerto in D, Op. 21 von Joseph Haydn                         |
| Dänemark                | Nikolaj Znaider     | Violine    | Violin Concerto No. 5 von Henri Vieuxtemps                           |
| Frankreich              | Henri Demarquette   | Cello      | Variations on a Rococo Theme, Op. 23 von Pjotr Iljitsch Tschaikowski |
| Irland                  | Dearbha Collins     | Klavier    | Piano Concerto No. 3 in C, Op. 26 von Sergei Sergejewitsch Prokofjew |
| Jugoslawien             | Violeta Smailovic   | Violine    | Violin Concerto No. 3 in C, Op. 61 von Camille Saint-Saëns           |
| Niederlande (Gastgeber) | Wibi Soerjadi       | Klavier    | Piano Concerto No. 2 in C von Sergei Wassiljewitsch Rachmaninow      |
| Schweden                | Henrik Peterson     | Violine    | Violin Concerto No. 5 von Henri Vieuxtemps                           |
| Schweiz                 | David Riniker       | Cello      | Variations on a Rococo Theme, Op. 23 von Pjotr Iljitsch Tschaikowski |
| Spanien                 | José Ramon Mendez   | Klavier    | Piano Concerto No. 1, in Es von Franz Liszt                          |
| Zypern                  | Plotinos Mikromatis | Klavier    | Konzertstück in F, Op. 79 von Carl Maria von Weber                   |

## Finale
Das Finale fand am 31. Mai 1988 im Concertgebouw in Amsterdam statt. Sechs Länder traten gegeneinander an, wobei nur die ersten drei Plätze bekannt wurden.
Als spezieller Gast anwesend war die damalige Königin der Niederlande Beatrix.
| Platz | Startnr. | Land                   | Interpret         | Instrument | Stück                                                                            |
| ----- | -------- | ---------------------- | ----------------- | ---------- | -------------------------------------------------------------------------------- |
| 1.    | 5        | Österreich             | Julian Rachlin    | Violine    | Concerto for violin and orchestra in d, op.22 von Henryk Wieniawski              |
| 2.    | 6        | Norwegen               | Leif Ove Andsnes  | Klavier    | Concerto for piano and orchestra no.3 in C, op.26 von Sergei Prokofiev           |
| 3.    | 3        | Italien                | Domenico Nordio   | Violine    | Concerto for violin and orchestra in d, op.47 von Jean Sibelius                  |
| –     | 1        | Finnland               | Jan Söderblom     | Violine    | Concerto for violin and orchestra no.5 in A, KV 219 von Wolfgang Amadeus Mozart  |
| –     | 2        | Vereinigtes Königreich | David Pyatt       | Horn       | Concerto for French horn and orchestra no.1 in E flat, op.11 von Richard Strauss |
| –     | 4        | BR Deutschland         | Nikolai Schneider | Cello      | Concerto for cello and orchestra no.1 in a, op.33 von Camille Saint-Saëns        |

## Übertragung
Insgesamt 18 Fernsehanstalten übertrugen die Veranstaltung:
| Land                              | Sender              | Kommentator                   |
| Teilnehmende Länder               | Teilnehmende Länder | Teilnehmende Länder           |
| --------------------------------- | ------------------- | ----------------------------- |
| Belgien                           | Télé 21             | k. A.                         |
| Dänemark                          | DR1                 | Niels Oxenvad                 |
| Dänemark                          | DR P2               | Niels Oxenvad                 |
| BR Deutschland                    | ZDF                 | k. A.                         |
| Finnland                          | YLE                 | Inari Teinilä                 |
| Frankreich                        | France 3            | Alain Duault                  |
| Irland                            | RTÉ                 | Jane Carly & John O’Connor    |
| Italien                           | Rai 3               | Ilio Catani                   |
| Jugoslawien                       | RT Beograd 2        | Milena Miloradovic            |
| Jugoslawien                       | RT Ljubljana 2      | Milena Miloradovic            |
| Jugoslawien                       | RT Zagreb 2         | Milena Miloradovic            |
| Niederlande                       | Nederland 3         | k. A.                         |
| Niederlande                       | Radio 4             | k. A.                         |
| Norwegen                          | NRK1                | Sture Rogne                   |
| Österreich                        | ORF                 | k. A.                         |
| Schweden                          | SVT 1               | Sten Andersson                |
| Schweiz                           | SRG Sportkette      | Arthur Godel                  |
| Schweiz                           | SRG Sportkette      | Giusy Bnoi                    |
| Schweiz                           | SRG Sportkette      | Eric Bauer                    |
| Schweiz                           | Espace 2            | Eric Bauer                    |
| Spanien                           | TVE 2               | Carlos Usillos                |
| Vereinigtes Königreich            | BBC Two             | Humphrey Burton & Jane Glover |
| Zypern                            | CyBC                | k. A.                         |
| Nicht Teilnehmende Länder         |                     |                               |
| Tschechoslowakei                  | ČST                 | k. A.                         |
| Multinationale Sender             |                     |                               |
| BR Deutschland Österreich Schweiz | 3sat                | k. A.                         |